# Sebastián Machado
Sebastián Machado, nacido en Guimarães (Portugal) fue el fundador del municipio canario Tacoronte en Tenerife. Sus padres fueron Lope Machado y Catalina Yánez. Llegó a Canarias y, como su padre Lope Machado, tomó gran parte de las tierras cuando conquistó Tenerife. En 1496 Sebastián Machado decide establecer su residencia en esta zona. Según se encuentra registrado en la fecha del 23 de octubre de 1497, las tierras fueron expedidas una suma importante de tierras ubicadas en la zona de Tacoronte a Sebastian Machado y a su padre Lope Machado, por Alonso Fernández de Lugo.
La población se asentó en torno a la primitiva ermita que, según Millares Torres, fue parroquia poco tiempo después de la conquista de Tenerife. Unos atribuyen a Sebastián Machado la edificación del templo, Otros sostienen que su fundador fue Alonso Fernández de Lugo.
- Datos: Q6122932